# Arroyo Chileno Grande
Der Arroyo Chileno Grande ist ein Fluss in Uruguay.
Er entspringt auf dem Gebiet des Departamento Durazno. Er verläuft in nördlicher Richtung und mündet als linksseitiger Nebenfluss in den Río Negro.
→ siehe auch: Liste der Flüsse in Uruguay